# Pusteniku
Pusteniku (albanska: Pusteniku, (serbiska: Pustenik,) är en by i Kosovo. Den ligger i kommunen Hani i Elezit. Enligt den senaste folkräkningen år 2011 fanns det 629 invånare.

## Demografi
| Demografi | 2011 |
| --------- | ---- |
| albaner   | 629  |